# Inés de Asís
Santa Inés de Asís (Asís, 1197 / 1198-ibidem, 16 de noviembre de 1253), fue una religiosa italiana, hermana menor de Santa Clara y abadesa de las Damas Pobres.

## Biografía
Inés era una de las hijas del conde Favorino de Scifi. Su nombre original probablemente era Caterina; pues asumió el nombre de Inés cuando entró en el monasterio.

### Infancia y adolescencia
La infancia de Inés transcurrió entre residencia paterna y el castillo de Sasso Rosso sobre monte Subasio.
El 18 de marzo de 1212, su hermana mayor Clara, inspirada por el ejemplo de Francisco, dejó la casa de su padre y se hizo una seguidora del santo. Dieciséis días después, Inés se retiró al monasterio de San Ángel en Panso, resuelta a compartir la vida de la pobreza y penitencia de su hermana. Furioso por haber perdido dos de sus hijas, su padre envió a su hermano Monaldo, y algunos parientes y seguidores armados al monasterio para forzar a Clara e Inés a regresar a casa.
Monaldo intentó golpear con la espada a sus sobrinas, pero su brazo cayó laxo e inútil. Los otros arrastraron a Inés fuera del monasterio por el pelo, golpeándola y pateándola repetidamente. El cuerpo de Inés se puso tan pesado que sus agresores la dejaron caer en un campo cerca. Los parientes de Inés se dieron cuenta de que algo divino la protegió y permitieron que las hermanas se quedaran en el monasterio. San Francisco cortó su pelo y le dio el hábito de la pobreza, en reconocimiento a la resistencia de Inés ante sus familiares.
Clara e Inés fueron seguidas por otras damas nobles y en San Damiano fundaron la orden de las Damas Pobres de San Damián, conocidas como las clarisas.

### Últimos años y muerte
Inés, con la expansión de la orden, fue nombrada abadesa, y gobernaba con una generosidad benévola que inspiraba en la práctica de la virtud a sus hermanas. En 1219 fue elegida para que fundara y gobernase una comunidad de las damas pobres en Monticelli, en Florencia. Pasó a fundar otras comunidades de la orden después.
Inés atendió a su hermana Clara durante su enfermedad hasta su muerte, y murió poco tiempo después, alrededor del 16 de noviembre de 1253.
Sus restos mortales, junto a los de Clara, fueron enterrados en la basílica de Santa Clara, en Asís.
Fue canonizada en 1753 por el papa Benedicto XIV, y su santoral celebraba su advocación el día de su muerte. En la actualidad se conmemora el día 19 de noviembre.